# 도둑과 시인
"도둑과 시인"은 1995년에 개봉한 대한민국의 영화이다.

## 캐스팅
- 최재성 : 도우 역
- 김규철 : 빈하 역
- 강문영 : 채민 역
- 천은경 : 혜미 역
- 이성용 : 오 형사 역
- 유퉁 : 반장 역
- 이근희 : 강 부장 역
- 박상민 : 경수 역
- 윤양하 : 한 회장 역
- 홍성민 : 보석상주인 역
- 이경희 : 보석상부인 역
- 신동욱 : 채민아버지 역
- 박동현 : 콧수염 역
- 이상근 : 이 형사 역
- 고윤경 : 아나운서 역
- 김혜리